# Велике Лаще (община)
Община Велике Лаще (словен. Občina Velike Lašče) — одна з общин в центральній Словенії. Адміністративним центром є місто Велике Лаще. Община з переважно карстовим ландшафтом.

## Населення
У 2011 році в общині проживало 4190 осіб, 2158 чоловіків і 2032 жінок. Чисельність економічно активного населення (за місцем проживання), 1811 осіб. Середня щомісячна чиста заробітна плата одного працівника (EUR), 866,86 (в середньому по Словенії 987.39). Приблизно кожен другий житель у громаді має автомобіль (54 автомобілі на 100 жителів). Середній вік жителів склав 41,2 роки (в середньому по Словенії 41.8). 